# Physalaemus aguirrei
Physalaemus aguirrei es una especie de anfibios anuros de la familia Leiuperidae. Junto con otras especies del mismo género,es una de las conocidas como "ranas lloronas".

## Distribución geográfica
Es  endémica de Brasil.

## Estado de conservación
Se encuentra amenazada de extinción por la pérdida de su hábitat natural.